# Les Récits de la demi-brigade
Les Récits de la demi-brigade est un recueil de six nouvelles de l'écrivain français Jean Giono (1895-1970), publié après sa mort aux éditions Gallimard en 1972.

## Analyse
Le titre et l'ordre des six textes, écrits entre 1955 et 1965 : Noël, Une histoire d'amour, Le Bal, La mission, La Belle Hôtesse, L'Écossais ou la Fin des héros, ont été choisis par l'auteur.
Ces nouvelles présentent une forte unité de lieu (la Provence, du pays d'Aix aux Cévennes, souvent dans le vent ou les intempéries), de temps (le règne de Louis-Philippe après 1830) et d'action (enquêtes et interventions de gendarmerie contre les bandits de grands chemins et les activistes légitimistes). Elles sont toutes narrées à la première personne par Martial Langlois : ancien capitaine de dragons qui a participé aux campagnes napoléoniennes sous les ordres du maréchal Soult, il est désormais capitaine de la Gendarmerie royale dans les Bouches-du-Rhône. Célibataire quadragénaire , cavalier indépendant d'esprit, mais attaché à la noblesse des comportements, il lutte par l'action contre « cet enfer qu'un homme digne de ce nom porte toujours en lui-même » (Le Bal, dernière page). Langlois est aussi le héros du roman Un Roi sans divertissement, publié antérieurement (en 1947), mais dont l'action se situe à une époque postérieure (les années 1843-1848), et dans lequel il finit par se suicider. Un autre personnage du recueil reparaît également ailleurs dans l'œuvre de Giono : la marquise Pauline de Théus du Hussard sur le toit et de Mort d'un personnage. Ces textes courts (15-20 pages) s'inscrivent ainsi dans le groupe d'œuvres appelé « cycle du Hussard », ainsi nommé parce que certains des personnages du Hussard sur le toit y réapparaissent, et qui rassemble, dans l'ordre de leur diégèse (qui ne correspond pas à l'ordre de publication) :
- Le Bonheur fou (action vers 1820 ; publié en 1957) ;
- Les Récits de la demi-brigade (action vers 1830 ; publication posthume en 1972) ;
- Angelo (action en 1832 ; publié en 1953) ;
- Le Hussard sur le toit (action en 1832 ; publié en 1951) ;
- Mort d'un personnage (action à la fin du XIXe siècle ; publié en 1948).

La densité du style de Giono seconde manière, économe de moyens, brille dans ces nouvelles dynamiques et plaisantes au style dégraissé et allègre, à l'esprit stendhalien.

## Éditions
- Les Récits de la demi-brigade, éditions Gallimard, coll. "Blanche", Paris, 1972.
- Les Récits de la demi-brigade, dans Jean Giono. Œuvres romanesques complètes, tome V, Gallimard, coll. "Bibliothèque de la Pléiade", Paris, 1980 ; édition établie par Robert Ricatte avec la collaboration de Pierre Citron, Henri Godard, Janine et Lucien Miallet et Luce Ricatte  (ISBN 9782070109777).